# Greenville (Nova Iorque)

Greenville é uma cidade na fronteira norte do Condado de Greene, Nova York, Estados Unidos. No censo de 2000 a população era de 3.316 pessoas. A cidade está na base das Montanhas Catskill.